# Baixa Grande do Ribeiro
Baixa Grande do Ribeiro is een gemeente in de Braziliaanse deelstaat Piauí. De gemeente telt 10.804 inwoners (schatting 2009).